# Акбай-Кызылбай
Акбай-Кызылбай (каз. Ақбай-Қызылбай) — село в Каркаралинском районе Карагандинской области Казахстана. Входит в состав Аманжоловского сельского округа. Код КАТО — 354837200.

## Население
В 1999 году население села составляло 431 человек (237 мужчин и 194 женщины). По данным переписи 2009 года, в селе проживал 341 человек (178 мужчин и 163 женщины).